# Henri-Marie de Lubac
Henri-Marie de Lubac (Cambrai, 20 febbraio 1896 – Parigi, 4 settembre 1991) è stato un gesuita, teologo e cardinale francese.

## Biografia
Può essere considerato uno dei più influenti teologi del XX secolo. I suoi scritti hanno giocato un ruolo chiave nello sviluppo della dottrina del Concilio Vaticano II.
Entrò nella Compagnia di Gesù a Lione il 9 ottobre 1913, e fu ordinato presbitero nel 1927. Fu professore di teologia fondamentale nella facoltà teologica di Lione dal 1929 al 1961.
Nel 1938 pubblicò il suo primo libro, Catholicisme, les aspects sociaux du dogme (trad. it.: Cattolicesimo, gli aspetti sociali del dogma).
Durante la Seconda guerra mondiale fu costretto a vivere nascosto per la sua partecipazione alla resistenza francese. Nello stesso periodo partecipò alla creazione dei Cahiers du Témoignage chrétien. Nel 1942 fondò con Jean Daniélou la collana di testi cristiani Sources Chrétiennes.
Del 1946 è Surnaturel. Études historiques (Soprannaturale. Studi storici), che fa scandalo. È accusato di modernismo. L'enciclica Humani generis del 1950 sembra accusarlo direttamente, il generale dei gesuiti gli toglie l'insegnamento, e i suoi libri sono ritirati dalle scuole e dagli istituti di formazione. Lascia Lione, va a Parigi, e continua a scrivere.
Nel 1958 è ripristinato nell'insegnamento. Nel 1960 è nominato da papa Giovanni XXIII consultore della Commissione Teologica preparatoria al Concilio Vaticano II. Ma la vera riabilitazione fu quando fu nominato "esperto" del Concilio.
Da quel momento in poi è un teologo ascoltato e rispettato, finché nel 1983 papa Giovanni Paolo II lo crea cardinale.
Timoroso delle derive post-conciliari, spiega la sua visione del Concilio in Paradoxe et Mystère de l'Église (Paradosso e Mistero della Chiesa, 1967) e in Entretien autour de Vatican II. Souvenirs et réflexions (1985).
Negli ultimi anni della sua vita continuò a scrivere, nonostante l'età, la malattia, la paralisi e la perdita della voce. Morì all'età di 95 anni.
Nel 1969 papa Paolo VI, che ammirava gli scritti di de Lubac, gli offrì il cardinalato, ma questi rifiutò, considerando che il requisito posto da Giovanni XXIII  nel 1962 che tutti i cardinali fossero vescovi fosse "un abuso dell'ufficio apostolico".
Di fatto quando Giovanni Paolo II rifece la proposta a de Lubac nel 1983, lo esentò dall'ordinazione episcopale, e de Lubac accettò.
Alla sua morte era il cardinale più anziano; la sua salma è stata inumata nel cimitero parigino di Vaugirard.

## Opere principali
- Cattolicismo. Gli aspetti sociali del dogma (1938).
- Corpus Mysticum. L'Eucarestia e la Chiesa nel Medioevo. Studio storico (1944).
- Il dramma dell'umanesimo ateo (1944).
- Proudhon e il Cristianesimo (1945).
- Soprannaturale. Studio storico (1946).
- Il fondamento teologico delle missioni (1946).
- Paradossi (1946).
- La conoscenza di Dio (1948).
- Storia e Spirito. L'intelligenza della Scrittura in Origene (1950).
- Aspetti del Buddismo (1951).
- Buddismo e Occidente (1952).
- Meditazione sulla Chiesa (1953).
- Amida. Aspetti del Buddismo II (1955).
- Nuovi paradossi (1955).
- Sulle vie di Dio (1956) edizione riveduta e puntualizzata di La conoscenza di Dio.
- Esegesi medievale (1959–64) 4 voll.
- Il pensiero religioso del padre Teilhard de Chardin (1962).
- La preghiera del padre Teilhard de Chardin (1964).
- Agostinismo e teologia moderna (1965).
- Il Mistero del Soprannaturale (1965) edizione riveduta e puntualizzata di Soprannaturale. Studio storico.
- Teilhard de Chardin missionario e apologeta (1966).
- La Scrittura nella Tradizione (1966).
- Ritratto dell'abate Monchanin (1967).
- Paradosso e Mistero della Chiesa (1967).
- Ateismo e senso dell'uomo (1968).
- La Rivelazione divina (1968).
- La Chiesa nella crisi attuale (1969).
- La fede cristiana. Saggio sulla struttura del Simbolo degli Apostoli (1969).
- Le chiese particolari nella Chiesa universale (1971).
- L'alba incompiuta del Rinascimento. Pico della Mirandola (1974).
- Teilhard de Chardin postumo. Riflessioni e ricordi (1977).
- La posterità spirituale di Gioacchino da Fiore (1979–81) 2 voll.
- Piccolo catechismo sulla Natura e la Grazia (1980).
- Tre Gesuiti ci parlano: de Montcheuil, Nicolet, Zupan (1980).
- Commento al preambolo e al Capitolo I della Dei Verbum (1983).
- Teologia d'occasione (1984).
- Intervista sul Vaticano II. Ricordi e riflessioni (1985).
- Lettere di E. Gilson a H. de Lubac da questi commentate (1986).
- Resistenza cristiana all'antisemitismo. Ricordi 1940-44 (1988).
- Memoria intorno alle mie opere (1989).
- Teologia nella storia (1990).

postume:
- Altri paradossi (1994).
- Quaderni del Concilio (2009).